# Smeerveenscheloop
De Smeerveenscheloop (ook Smeerveenseloop) is een van de bovenlopen van de Grote Masloot, en daarmee van het Peizerdiep, in de Nederlandse provincie Drenthe.
De Smeerveenscheloop begint net ten oosten van de buurtschap Ter Aard. Het loopje stroomt vervolgens langs Zeijen om vervolgens samen te vloeien met de Benkoelenloop (of: Zeijer Stroeten), vanaf waar de loop de Grote Masloot wordt genoemd. De loop heeft een strak profiel met beperkte natuurwaarde, in het beekdal bevindt zich vooral landbouw en veeteelt.
Vroeger was het brongebied van de Smeerveenscheloop het gebied waar tegenwoordig de wijk Peelo van Assen ligt. Voordat deze wijk, de Rijksweg 28 en het Noord-Willemskanaal werden aangelegd, vormden verschillende beekjes hier een stelsel met directe relaties. Aansluiting was er onder andere met de Koestukken, welke net ten noorden van Assen loopt. De loop vervult momenteel alleen nog een belangrijke rol als afwatering voor de landbouw, waarvan een gedeelte regenwater. Bij de A28 wordt bovendien, net ten zuidwesten van de verzorgingsplaats Peelerveld water ingelaten vanuit het Noord-Willemskanaal.